# هند عزوز
هند عزوز هي كاتبة وصحفية وإذاعية وإعلامية تونسية وُلدت بمدينة تونس العاصمة في الثامن عشر من أغسطس عام 1926، تتلمذت على يد كل من الشاعرة التونسية زبيدة بشير، والكاتبة السورية ناجية ثامر، وتزوجت الشاعر التونسي مصطفى عزوز، وتعتبر رائدة في قطاع الإعلام المسموع والمرئي في تونس. وتوفيت هند عزوز في الثامن من فبراير عام 2015.

## مسيرتها المهنية
علمت هند عزوز نفسها بنفسها إذ لم يكن التعليم في تونس متاحًا بالمجان لجميع الطبقات حينئذٍ، فشجعها والدها الأديب والشاعر الطاهر بالعربي على مواصلة تعلمها الذاتي في المنزل، وعملت مذيعة في الإذاعة التونسية منذ عام 1969، ثم عملت كمنتجة للبرامج الإذاعية وقدمت عددًا من البرامج الإذاعية الناجحة مثل برنامج «حصة المرأة» مع كل من سعاد محجوب، ومليكة بلخامسة، وفضيلة ختمي، وناجية ثامر، وبرنامج «رواق الحياة» مع الإعلامي المنجي الشملي، ثم برنامج «مع أدبائنا الناشئين»، ولاقى هذا البرنامج نجاحا كبيرا، واستمر بثه على مدى 14 عاما، كما شاركت في تقديم برنامج «بين الإذاعات» مع الإعلامي المختار حشيشة، ثم أصبحت رئيسة مكتب المشاريع في القسم الأدبي من الإذاعة التونسية، والمختص بالبرامج الثقافية وبالموسيقى والفن بالإذاعة، إلى أن أحيلت للتقاعد في عام 2002.
وفي مجال الصحافة الورقية عملت هند عزوز في جريدة البيان كمشرفة على صفحة «بريد الحيارى» لسنوات، إلى جانب مساهماتها في مجلة الإذاعة التونسية.

## أعمالها
حظيت هند عزوز بعضوية نادي الوردية للقصص القصيرة، وكتبت العديد من المقالات بالصحف والمجلات التونسية والعربية، كما ألفت عددًا من المؤلفات التي تنوعت ما بين القصص القصيرة، والمسرحيات، وقصص الأطفال، ومنها:
- في الدرب الطويل (مجموعة قصصية): نُشرت عام 1969 عن الدار التونسية للنشر بتونس، وتتناول فيها الكاتبة الظروف المعيشية لنساء الطبقة الوسطى، إلى جانب بعض القضايا الاجتماعية الحساسة مثل تحديد النسل، والإجهاض.[5][6]

إلى جانب عددًا من الدراسات والتحقيقات الصحفية، ومن أهمها:
- المعالجة الصحفية لانتفاضة الاقصى (دراسة تحليلية)
- المعالجة الصحفية لظاهرة التنصير(دراسة حالة الجزائر)[7]
- «الصحافة الجزائرية المتخصصة» في عهد الاحتلال الفرنسي ـ دراسة لمصطلح الصحافة الدينية (الإسلامية) في السياق الزمني للمضمون الإعلامي[8]
- المعالجة الصحفية لانتفاضة الاقصى (دراسة تحليلية ليوميتي النصر و الشروق اليومي)

### الجوائز والتكريمات
حظيت هند عزوز بتكريم العديد من الجهات في تونس، وحصلت على عدد من الجوائز، ومن أهمها:
- الوسام الثقافي في تونس عام 1995.

## وفاتها
توفيت هند عزوز في الثامن من فبراير عام 2015 عن عمر يناهز 88 عامًا.